# Олонецкая крепость
Олонецкая крепость — «порубежная крепость» у слияния рек Олонки и Мегреги близ главного населённого пункта Олонецкого погоста, Толмачёв Наволок и деревни Оксентьево, форпост у границы со Швецией, местопребывание олонецкого воеводы.
Олонецкая крепость была построена в кратчайшие сроки, в сентябре 1649 года, согласно указу царя Алексея Михайловича. Строительством  руководили князь Фёдор Волконский и дьяк Степан Елагин. Её население составили зажиточные крестьяне из заонежских погостов, занятием которых были торговля и различные промыслы, в том числе железоделательный. Крепость стала центром, вокруг которого сформировался будущий город Олонец. Крепостная стена со 1300 бойницами и девятнадцатью башнями протянулась на 1,5 км (783 сажени) вдоль речных берегов. Крепость располагалась на отметке 10—11 м от уровня воды. Самая высокая из её башен — Красная — насчитывала в высоту 32 м.
В стенах крепости находились церковь Троицы, хлебные амбары, воеводские дворы и 155 дворов, в которых в случае военных конфликтов находило убежище мирное население. По числу башен, протяжённости стен и военной оснащённости крепость превосходила Архангельскую и крепости Сибири. Крепость погибла во время пожара 1741 года и более не восстанавливалась.

## История
В 1617 году между Шведским королевством и Русским царством был заключён Столбовский мир, положивший конец Русско-шведской войне. По условиям мирного договора новая граница между двумя странами пролегала в 50 км от Рождественского Олонецкого погоста, перед Московским правительством встала проблема обеспечения безопасности земель, прилегающих к границам. Первый этап возведения военно-оборонительных сооружений пришелся на 1648—1649 годы.

### Первый строительный период
Место для строительства новой крепости выбрали воеводы Фёдор Волконский и Степан Елагин весной 1649 года. Дерево-земляная Олонецкая крепость была возведена осенью этого же года на стрелке рек Олонки и Мегреги, от материка мыс был отделён широким рвом, прорытым от одной реки до другой. В западной части крепости расположился Меньшой город (вероятно, исполнял функции детинца), в восточной — Больший (посад), разделённые стеной. Таким образом, с самого начала Олонецкая крепость задумывалась не только как военно-административный центр, но и как город, жители которого занимались торговлей и ремёслами. При этом для торговли с иностранными купцами отводился остров «на Стрелице» между Олонкой и Мегрегой, тайным же распоряжением в город иноземцев пускать запрещалось, несмотря на то, что для виду в крепости держали лавки для них. Воеводам предписывалось также собирать различную полезную информацию, не сообщая иностранным гостям никаких сведений о делах в Московском царстве.
С самого начала Фёдор Волконский столкнулся с нежеланием посадских людей из заонежских погостов переселяться в Олонецкую крепость на предлагаемых правительством условиях — с записью детей в солдатскую службу. Первоначально в крепость удалось заселить лишь шестьдесят человек. Предполагалось, что её жители станут «пашенными солдатами», совмещая ведение крестьянских хозяйств с военной службой, таким образом правительство минимизировало затраты на содержание солдат. Уже в 1666 году оно было вынуждено отказаться от подобной организации охраны границы. Новые жители крепости не желали оставаться в ней, посылая в Новгородский приказ челобитные с жалобами на отсутствие возможности вести торговлю и заниматься ремёслами и просьбами не отбирать земельные наделы. Однако их силой удерживали, запрещая посещать оставленные ими деревенские участки без особого разрешения.

### Второй строительный период
Оба города Олонецкой крепости сгорели в 1668 году — при сильном ветре огонь уничтожил всю тесно расположенную застройку. В 1670—1672 годах крепость была восстановлена в прежних размерах, так как дальнейшему расширению её площади препятствовали русла рек. Деления крепости на два города более не было. От строительства земляных укреплений отказались, ввиду того, что грунты для их возведения были неподходящими: «земля иловатая и дерновых мест нет». Уменьшилось количество башен — теперь их стало тринадцать.
Сохранились планы города XVII века, один из наиболее информативных в настоящее время находится в Рукописном отделе РАН. Согласно этому плану, выполненному, вероятно, каким-то иконописцем, центральная улица Олонецкой крепости брала своё начало от Московских ворот, проходила через восточную часть города, а затем поворачивала на юг, упираясь в Никольские ворота. Главная улица, а также участок между зданием приказа и соборной церковью, были вымощены. От Московской Пробойной улицы — в ширину она достигала 12 м — шли улицы до Верховских и Мегрегских ворот. Восточную часть города занимали амбары для хранения хлеба, торговые ряды, здания дьячего двора. В западной части находился двор воеводы, окружённый оградой, из него был выход прямо на реку Олонку через ворота в стене крепости. В крепости было два каменных сооружения: здание порохового склада и казны (приказная палата) и Троицкий собор. Приказная палата для хранения боеприпасов и денежной казны возводилась в 1674—1676 годах. Здание из кирпича стояло на фундаменте из деревянных свай с забутовкой диким камнем. Рисунки палаты на различных планах города не дают возможности восстановить истинный её облик. На плане XVII века палата изображена, в виде высокого, возможно, двухэтажного здания. План XVIII века показывает вытянутое в длину одноэтажное строение. Согласно документальным данным, в XVIII веке здание приказной палаты пришло в ветхое состояние.
Своё значение оборонительного рубежа крепость потеряла после Северной войны, когда граница со Швецией отодвинулась далеко на запад. Вероятно, крепость погибла во время пожара 1741 года и её не восстанавливали.

## Археологические исследования

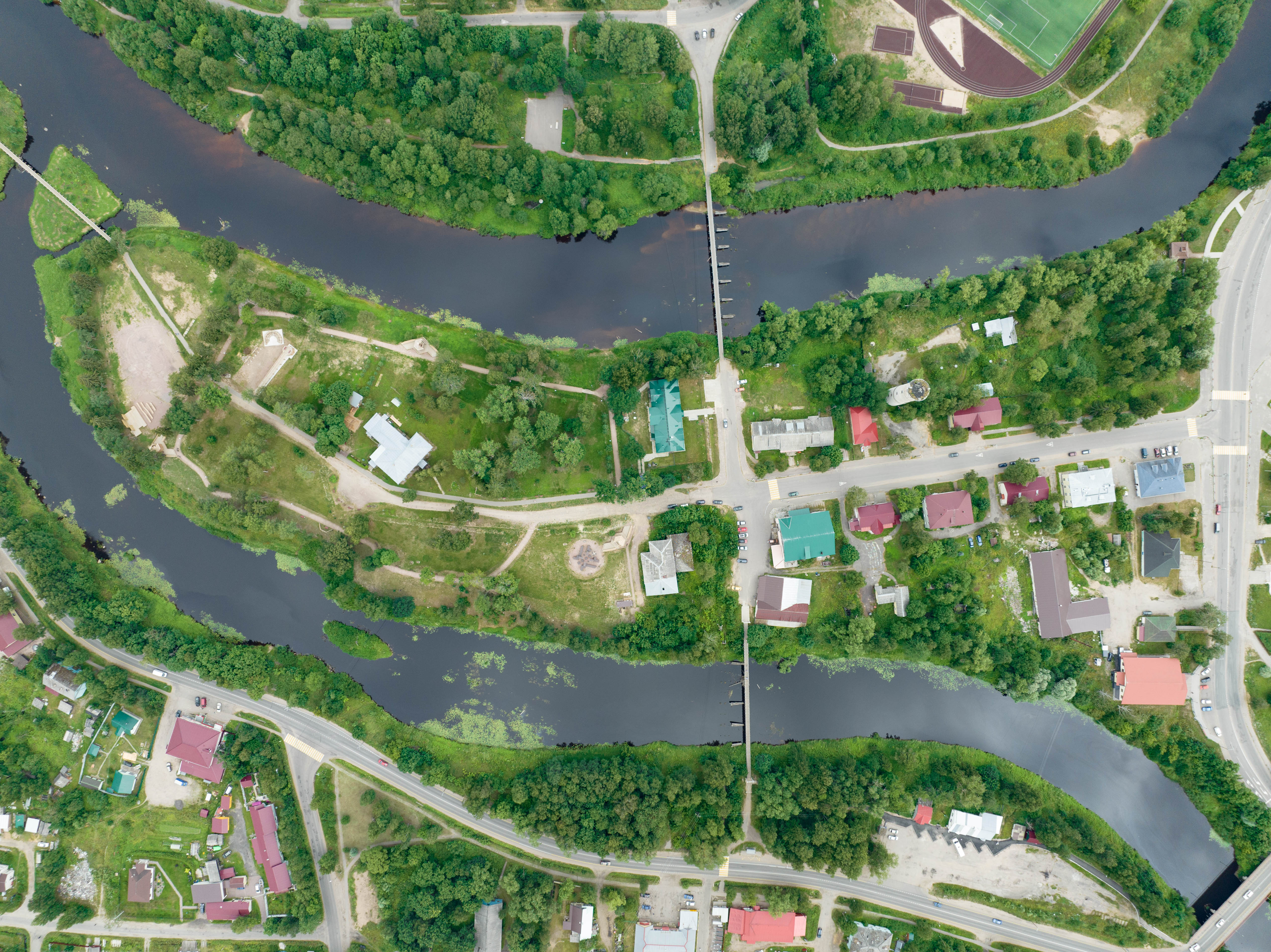
Место, где находилась крепость, в 2022 году

Раскопки на территории, когда-то занимаемой Олонецкой крепостью, проводились археологическим отрядом Института языка, литературы и истории Карельского научного центра РАН под руководством С. Кочкуркиной в 1973—1975, 1988, 1990—1991, 1993, 1995 годах. Общая площадь 15 раскопов и нескольких шурфов — 874 м².